# Escuela de Medicina Tropical (Puerto Rico)
La Escuela de Medicina Tropical, era una institución educativa creada en 1926 por un acta de la legislatura puertorriqueña, para avanzar la agenda de investigación iniciada por las Comisiones de Anemia y el Instituto de Medicina Tropical sobre la anemia y sus causas. La institución existía como una entidad independiente hasta que en 1949 se integró a la recientemente formada Escuela de Medicina de la Universidad de Puerto Rico.

## Historia

### Comisión de Anemia del Puerto Rico
El Capitán Bailey K. Ashford, médico, era un miembro del cuerpo médico que acompañó al Ejército de Estados Unidos cuándo Puerto Rico fue invadido durante la guerra hispanoamericana de 1898. Como oficial médico en el hospital militar general en Ponce, fue el primero en describir y exitosamente tratar las enfermedades causadas por gusanos parasíticos (North American Hookworm) en 1899.
Sus investigaciones clínicas sobre la anemia causada por los gusanos parasíticos, inspiraron a Ashford a organizar y llevar a cabo una campaña de tratamiento del parásito. Curó aproximadamente 300,000 personas (una tercera parte de la población de Puerto Rico en ese momento) y redujo el índice de muerte de esta anemia por 90 por ciento.
Ashford y el doctor Isaac González Martínez instó al gobierno para emprender un programa para reducir gusanos y anemia. Ambos estuvieron nombrados como los miembros fundadores de la Comisión de Anemia del Puerto Rico, establecida en 1904 por el Gobierno Insular. Ashford Había descubierto que estos gusanos eran la causa principal de anemia en la isla. Sirvió en la Comisión de 1904–1906. La investigación médica moderna en Puerto Rico dio sus primeros pasos con la "Primera Comisión de Anemia."
En 1911, junto con los doctores Isaac González Martínez, Pedro Gutiérrez Igaravides y Walter King, el doctor Ashford propuso que el gobierno local debía crear un Instituto de Medicina Tropical para avanzar el trabajo de investigación iniciado por las Comisiones de Anemia. En 1912, la legislatura local aprobó esta propuesta y estableció el Instituto de Medicina Tropical.

### Escuela de Medicina Tropical
El Presidente del Senado de Puerto Rico, Antonio R. Barceló, asistió a una conferencia en la Ciudad de Nueva York. Durante su estadía Barceló fue abordado por los profesores José Antonio López Antongiorgi y Abraham L. Goodman de la Escuela Médica de Columbia. Ellos hablaron sobre la necesidad de establecer una escuela médica en Puerto Rico donde se pudieran llevar a cabo investigaciones científicas sobre las enfermedades tropicales. Al Senador Barceló le interesó la idea y el 23 de junio de 1924, presentó legislación junto al Gobernador Horacio Towner, que establecía el requisito de financiación para la nueva escuela.
La Escuela de Medicina Tropical se inauguró finalmente en el año 1925. Fue la primera escuela en los Estados Unidos de América y sus territorios, fundada con el propósito de investigar y entrenar a médicos en la causas y prevención de enfermedades tropicales. El edificio de la escuela, localizado en Puerta de Tierra, San Juan, es uno de los pocos ejemplos del Neo-estilo arquitectónico Plateresco en la Isla. En 1926, una nueva legislación expandió lo que era entonces el Instituto de Medicina Tropical para convertirlo en un centro docente conocido como la Escuela de Medicina Tropical de la Universidad de Puerto Rico, el cual estuvo operado bajo el patrocinio de la Universidad de Columbia. Un acuerdo estuvo hecho entre la Universidad de Puerto Rico y Columbia con relación a las finanzas de la institución.
Habiendo completado 30 años carrera con el ejército, Ashford asumió una posición de facultad. Junto con doctores Isaac González Martínez y Ramón M. Suárez Calderón, continuó su búsqueda investigativa y estudio de anemia.
El doctor González Martínez condujo muchas investigaciones y experimentos en parasitología, bilharzia, lepra y fiebre tifoidea. Durante sus años en la institución, González Martínez fundó la revista científica titulada Anales de Medicina de Puerto Rico. González fue elegido presidente de la Academia Médica de Puerto Rico en 1917. En 1919, publicó un capítulo en sus hallazgos spbre Bilharzias Intestinales en el libro La Práctica de la Medicina en el Trópico.
Por su parte, el doctor Suárez Calderón identificó el tratamiento apropiado y eficaz de un tipo de la anemia conocida como esprue tropical. También se destacó por la aplicación de métodos complejos, como el uso de electrocardiografia y radioisótopo, para ser utilizados en clínicas y en la identificación y tratamiento de la enfermedad que causa el reumatismo de corazón de las causas. Suárez Calderón continuó el trabajo e investigaciones de Ashford sobre la anemia después de su muerte. En 1938, Suárez Calderón publicó sus hallazgos científicos en tropicales esprue tropcial.
En 1927, la escuela ofreció cursos en nutrición y medicina tropical. Para esta épica, la mayor parte del alumnado, luego de concluir sus estudios, continuaba su trabajo de postgrado en la Universidad de Columbia. En mayo de 1930, la Universidad de Puerto Rico comenzó a ofrecer dos grados de Maestría para alumnos que continuaran su educación y trabajo en la Escuela de Medicina Tropical.
En el 1931, William B. Castle y su ayudante Cornelius P. Rhoads estudió los gusanos (hookworm) y espure tropical en relación con anemia. Eran capaces de tratar algunos pacientes con un extracto de hígado, cuya eficacia estaba siendo estudiada. El doctor George C. Payne Continuó estudiando anemia en 1936 y 1937.

### Escuela de Medicina UPR
El acuerdo que existía entre la Universidad de Puerto Rico y la Universidad de Columbia (Columbia University) con relación a la financiación de Escuela de Medicina Tropical fue terminado por consentimiento mutuo en 1948.
En mayo de 1949, la legislatura puertorriqueña autorizó la creación de la Escuela de Medicina adscrita a la Universidad de Puerto Rico. La Escuela de Medicina Tropical se fusionó a la escuela nueva, y admitió su primera clase de estudiantes en agosto de 1950. El 29 de septiembre de 1983, el edificio en qué la Escuela de Medicina Tropical estuvo localizada fue reconocido por su valor histórico al ser listado en el Registro Nacional de Sitios Históricos.